# Ophrys vespertilio
Ophrys vespertilio là một loài thực vật có hoa trong họ Lan. Loài này được W.Rossi & Contorni mô tả khoa học đầu tiên năm 1996.